# Tacabtaj
Tacabtaj är en ort i Mexiko.   Den ligger i kommunen Huehuetlán och delstaten San Luis Potosí, i den centrala delen av landet, 240 km norr om huvudstaden Mexico City. Tacabtaj ligger 379 meter över havet och antalet invånare är 157.
Terrängen runt Tacabtaj är kuperad åt nordost, men åt sydväst är den bergig. Runt Tacabtaj är det ganska tätbefolkat, med 207 invånare per kvadratkilometer. Närmaste större samhälle är Villa Terrazas, 17,9 km sydost om Tacabtaj. I omgivningarna runt Tacabtaj växer huvudsakligen savannskog.